# 斜堤

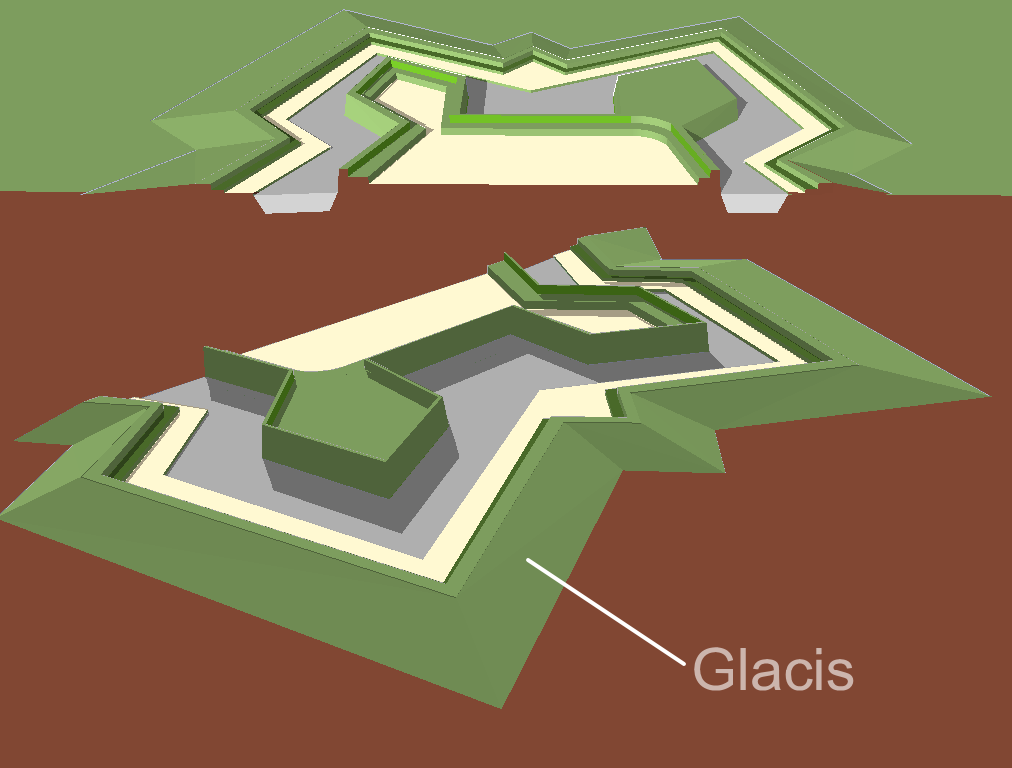
斜堤（Glacisと書かれた部分）の模式図。遮蔽道は斜堤と堀の間の白線部分にある。

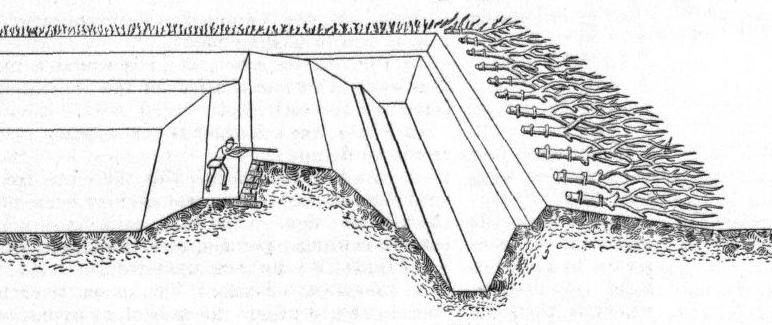
草木の逆茂木障害物を置いた斜堤。断面図で兵士が立っているのは城壁。遮蔽道は図内では障害物の左側に一段低くなった狭い通路を指す。

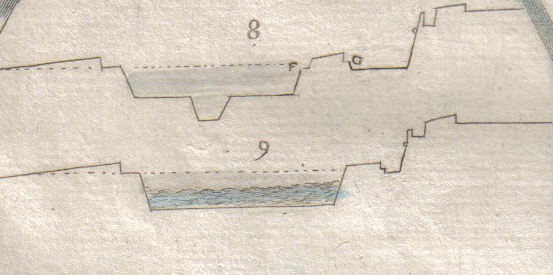
18世紀に書かれた断面図。8・9ともに、左から伸びる直線が斜堤。一段低くなっている個所が遮蔽道。

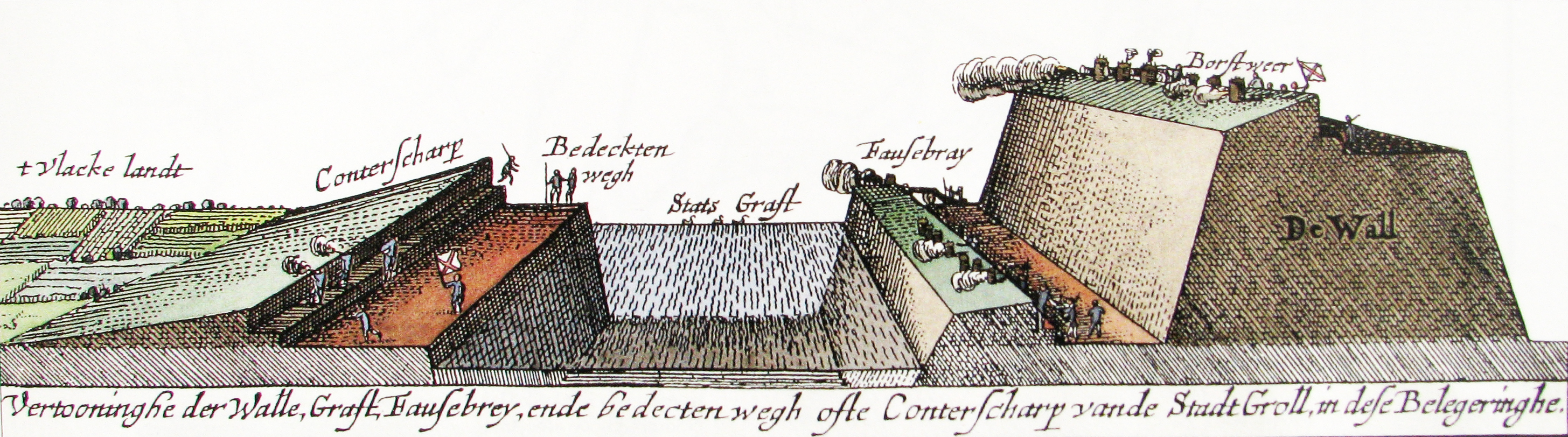
1627年のオランダの断面図。左の斜面が斜堤。一段低くなった茶色の地面の個所が遮蔽道。

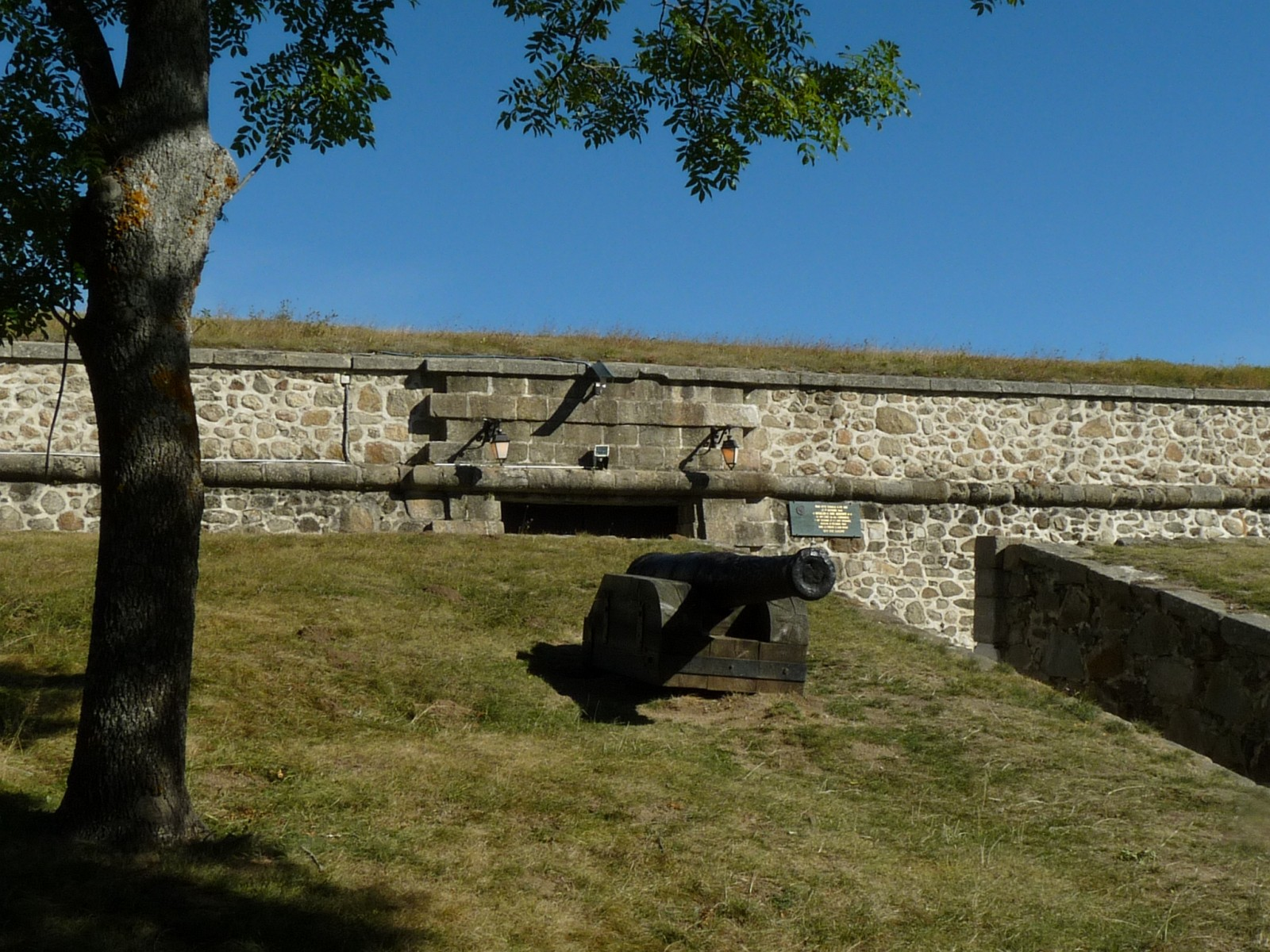
フランス南西部、モン・ルイの斜堤（手前の緑の斜面。奥の白い壁が城壁）。

斜堤（しゃてい、英語・フランス語・ドイツ語：Glacis、発音：グラシ[ɡlaˈsiː] 、元来の意味は「斜面」）とはヨーロッパ近世の要塞建築の用語で、星形要塞タイプの城郭都市の防衛設備としてヨーロッパ各地の都市に広く普及した土塁構築物のこと。近世ヨーロッパの都市では城壁（市壁）の周囲に堀を巡らせていたが、堀の外側に盛り土をし、外縁部へ向けて緩やかに下る斜面を付けて整地した土塁構築物のことを「斜堤」と言う。

## 構造
近世ヨーロッパの要塞が理想として追求したのは、攻撃者が接近してくる最後の瞬間まで、火砲に晒せる構造をとることだった。通常、平らな地形で兵士が高い建築物に近づくと、身を隠すシェルターの効果が得られる。これに対し、堀の周囲に盛り土をして斜堤を設け、城壁の頂上へ向かう緩やかな傾斜を付けると、守備側は斜面上を火砲で掃射することが可能になった。その際、砲の角度は最小限の変更で済むため、ほぼ固定の角度のまま、掃射の効率を高める効果が得られた。攻撃側からは、斜堤を横切って堀に達しないと城壁は見えず、斜堤の下から撃っても斜堤の土盛りに当たるだけであり、守備側は城壁への火砲の直撃を回避できるメリットも併せて得られた。
堀の外縁壁（城壁から見て対岸部に位置する壁）には遮蔽道（英：covertway、仏：chemin couvert、独：gedeckter Weg）が設置され、堀の内部での兵員・武器の移動を可能にしていたが、この遮蔽道を覆い隠す役割を果たしていたのが斜堤の土盛りであった。この土盛りを敵の火砲から身を隠す胸壁（英：breastwork、独：Brustwehr）代わりにして遮蔽道から射撃できたため、城塞の守備を堀の前面部から開始することができた。攻撃側にとってみると、城壁内部へ攻め入るには、まず斜堤を突破し、次に堀（と三角堡などの付随の城外設備）を攻略してようやく城壁に取りつくことが可能になる。このように幾重にも張り巡らされた城郭防御網のうちで、その最前線に位置したのが斜堤（とそれを守るための遮蔽道）であった。
敵側に身を隠す遮蔽物として利用されないよう、斜堤には建物や樹木を置かず、更地とするのが軍事理論上は理想とされたが、地下道を掘り進めて城壁内に侵入する坑道作戦を妨害するため、斜堤に根の深い植物を植えることもあった。斜堤上に逆茂木を置いて接近の障害物とすることもあった。
以上のように、星型要塞の防御システムでは、五角形に成形した稜堡 (Bastion) と多角形に囲った城壁に、斜堤が加わることで、城壁の周囲の空間に敵兵の死角が生まれる余地をなくすことができた。

## 「斜堤（グラシ）」が付いた地名
現在、ヨーロッパの都市には「グラシ」を付けた道路名やその他の地名が数多く存在し、かつて斜堤（グラシ）のあった位置を今日に伝えている。各言語での地名の意味を英、独、仏などの言語名で付している。
- ケルン（ドイツ）のアーヘナー・グラシ（Aachener Glacis、独「アーヘンのグラシ」、地名）、フォアゲビルクス・グラシ・ヴェーク（Vorgebirgsglacisweg、独「前山のグラシの小道」、道路）。
- ハンブルク（ドイツ）のアルスター・グラシ（Alsterglacis、地名）、グラシ・ショセー（Glacischaussee、地名）、ホルステン・グラシ（Holstenglacis、地名）。
- ヴェーゼル(Wesel)（ドイツ）のヴェーゼラー・グラシ（Weseler Glacis、地名）。アム・リッペグラシ(Am Lippenglacis)、アム・ノルトグラシ(Am Nordglacis)、アム・オストグラシ(Am Ostglacis)、アム・ヴェストグラシ(Am Westglacis)（以上は道路）。
- ヴュルツブルク（ドイツ）のグラシ（Glacis、地名）（リング公園）。
- インゴルシュタット（ドイツ）のグラシ（Glacis、地名）、グラシ・ブリュッケ（Glacisbrücke、独「グラシ橋」、橋）。
- ミンデン（ドイツ）のグラシ・ブリュッケ（Glacisbrücke、独「グラシ橋」、橋）、マリーエン・グラシ（Marienglacis、独「マリアのグラシ」、地名）、ミンデナー・グラシ（Mindener Glacis、独「ミンデンのグラシ」、地名）。
- ザールルイ（ドイツ）のイム・グラシ（Im Glacis、独「グラシ内」、地名）。
- レオーベン（オーストリア）のグラシ・ガッセ（Glacisgasse、独「グラシの道」、道路）、アム・グラシ（Am Glacis、地名）。
- ジュネーブ（スイス）のリュー・デ・グラシ・ド・リーヴ（Rue des Glacis-de-Rive、仏「岸辺のグラシ通り」、道路）。
- ブライザッハ・アム・ライン(Breisach am Rhein)、ドレスデン、ゲルマースハイム、ランダウ、ノイ・ウルム（以上、ドイツ）、グラーツ（オーストリア）、ゾロトゥルン（スイス）のグラシ・シュトラーセ（Glacisstraße、独「グラシ通り」、道路）。
- ルクセンブルクのプラス・デュ・グラシ（Place du Glacis、仏「グラシ広場」、広場）。
- ブルノ（チェコ）のグラシ（Glacis、地名。現在はチェコ語でコリシュチェ<Koliště>と呼ばれている）。
- ホルクム（オランダ）、ポートランド島（イギリス、ドーセット郡）のグラシ（Glacis、地名）。
- ジブラルタル（イギリス領）のグラシ・ロード（Glacis Road、英「グラシの道」、道路）。
- ベルヘン・オプ・ゾーム、ヘエルトルイデンベルク(Geertruidenberg)、サス・ファン・ヘント(Sas van Gent)、フリシンゲン（以上、オランダ）のグラシ・ストラート（Glacisstraat、蘭「グラシ通り」、道路）。
- ベルリン、フライブルク、フィリップスブルク(Philippsburg)、マインツ・カステル(Mainz-Kastel)、ヴュルツブルク（以上、ドイツ）、ヘレフッツルイス(Hellevoetsluis)、フルスト(Hulst)、マーストリヒト（以上、オランダ）のグラシ・ヴェーク（Glacisweg、独・蘭「グラシの小道」、道路）。
- サントメール（フランス）のアレー・デ・グラシ（Allée des Glacis、仏「グラシの小道」、道路）、アヴェニュー・デ・グラシ（Avenue des Glacis、仏「グラシ大通り」、道路）。
- バポーム(Bapaume)、ロンウィ、サントメール、タラン(Talant)（以上、フランス）のシュマン・ド・グラシ（Chemin de Glacis、仏「グラシの道」、道路）。
- アグド（フランス）のアンパッス・ド・グラシ（Impasse de Glacis、仏「グラシ袋小路」、道路）。
- オクソンヌ(Auxonne)、ベルフォール、ブザンソン、ドゥエー、ロンウィ、ナンシー、サン・カンタン、ヴァランシエンヌ（以上、フランス）、リエージュ（ベルギー）、ケベック・シティー（カナダ）の各都市にあるリュー・デ・グラシ（Rue des Glacis、仏「グラシ通り」、道路）。
- シャティヨン・シュル・ロワール(Châtillon-sur-Loire)、シェイイ・レ・マランジュ(Cheilly-lès-Maranges)、レ・ゼクス・ダンギヨン(Les Aix-d'Angillon)、メル（ドゥー・セーヴル）(Melle (Deux-Sèvres))、ルシー(Rousies)、サントーギュスタン（Saint-Augustin、セーヌ＝エ＝マルヌ県）、サン・ジェルヴェ・アン・ヴァリエール(Saint-Gervais-en-Vallière)、トゥルナン・アン・ブリー(Tournan-en-Brie)、ヴェニジ(Venizy)（以上、フランス）、リエージュ近郊のフレロン(Fléron)（ベルギー）、モントリオール（カナダ）の各都市にあるリュー・デュ・グラシ（Rue du Glacis、仏「グラシ通り」、道路）。

以上の他、マクデブルク、ミンデン、ノイ・ウルム、トルガウ(Torgau)、ヴュルツブルク（以上、ドイツ）には「グラシ」という名称の公園が存在する。かつて斜堤（や堀<Graben>）だった場所に位置している。
ノイ・ウルムには「グラシ・ガレリー」(Glacis-Galerie)という名称のショッピングセンターがある。かつて斜堤があった場所の近傍に位置している。